# Farwell (Michigan)
Farwell é uma vila localizada no estado americano de Michigan, no Condado de Clare.

## Demografia
Segundo o censo americano de 2000, a sua população era de 855 habitantes.
Em 2006, foi estimada uma população de 837, um decréscimo de 18 (-2.1%).

## Geografia
De acordo com o United States Census Bureau tem uma área de
3,7 km², dos quais 3,6 km² cobertos por terra e 0,1 km² cobertos por água.

## Localidades na vizinhança
O diagrama seguinte representa as localidades num raio de 24 km ao redor de Farwell.